# 2000 год в музыке

## События
- На российской эстраде появился певец Витас.
- Создание женской украинской поп-группы «ВИА Гра» (3 сентября, Украина).
- Йохан Лиива уходит из Arch Enemy
- Создание мужской российской англоязычной группы «Plazma»
- Начала своё вещание первая российская альтернативная радиостанция ULTRA — 7 ноября.
- Основан украинский акустический дуэт «5'Nizza»
- Впервые проведён Рок-фестиваль «Крылья» в Тушино.
- В Одессе создана группа Flëur
- В Бейкерсфилде, Калифорния создана группа Adema.
- Умер музыкант и поэт Алексей «Грюндик» Перминов — участник рэп-группы «Рабы лампы» и хип-хоп-объединения «D.O.B. Community».
- 4 июля в Воронеже умер Ю́рий Никола́евич Клински́х (Хой) (27 июля 1964, Воронеж — 4 июля 2000, Воронеж) — советский и российский музыкант, поэт, композитор, лидер и основатель группы «Сектор газа».
- В Орландо, Флорида, создана группа Trivium.

## Продажи
Самые продаваемые синглы 2000 года в мире (по данным MediaTraffic)
| №  | Исполнитель                | Сингл                | Лейбл         | Количество проданных копий |
| -- | -------------------------- | -------------------- | ------------- | -------------------------- |
| 1  | Мадонна                    | Music                | Maverick      | 7.179.000                  |
| 2  | Карлос Сантана             | Maria Maria          | Arista        | 6.051.000                  |
| 3  | Бритни Спирс               | Oops!…I Did It Again | Jive          | 5.995.000                  |
| 4  | Мадонна                    | American Pie         | Maverick      | 5.746.000                  |
| 5  | Bon Jovi                   | It’s My Life         | Island        | 5.519.000                  |
| 6  | Селин Дион                 | That’s The Way It Is | Epic/Columbia | 4.907.000                  |
| 7  | Карлос Сантана и Роб Томас | Smooth               | Arista        | 4.685.000                  |
| 8  | 'N Sync                    | Bye Bye Bye          | Jive          | 4.288.000                  |
| 9  | Кристина Агилера           | What a Girl Wants    | RCA           | 4.267.000                  |
| 10 | Том Джонс и Mousse T.      | Sex Bomb             | V2            | 4.261.000                  |

- Самый продаваемый альбом в США (Billboard 200) — «No Strings Attached» ('N Sync), второе место — «Supernatural» (Карлос Сантана), третье место — «The Marshal Mathers LP» (Эминем)
- Самый продаваемый альбом в Великобритании — «1» (The Beatles)
- Самый продаваемый сингл в США (Billboard Hot 100) — «Breathe» (Фэйт Хилл)
- Самый продаваемый сингл в Великобритании — «Can We Fix It?» (Строитель Боб)

## Награды
- «Грэмми» за альбом года — Steely Dan за «Two Against Nature»
- «Лучший Дебют» за альбом — Bent за «Programmed To Love»
- «Грэмми» за запись года — U2 за «Beautiful Day»
- «Грэмми» за песню года — «Beautiful Day»

- Brit Awards за лучшие британские записи: сингл — «Rock DJ» (Робби Уильямс), альбом — Parachutes (Coldplay)

- Лучшая песня согласно журналу Rolling Stone — «Stan» (Эминем)

### Зал славы рок-н-ролла
Исполнители:
- Earth, Wind & Fire (Филип Бэйли[англ.], Эндрю Вулфолк[англ.], Джонни Грэм, Ларри Данн[англ.], Ральф Джонсон[англ.], Эл Маккэй[англ.], Вердайн Уайт, Морис Уайт и Фред Уайт[англ.])[1]
- The Lovin’ Spoonful (Джо Батлер[англ.], Стив Бун, Джон Себастьян[англ.] и Зал Яновски[англ.])[2]
- The Moonglows (Прентисс Барнс[англ.], Питер Грэйвз, Билли Джонсон, Бобби Лестер и Харви Фукуа[англ.])[3]
- Эрик Клэптон[4]
- Бонни Рэйтт[5]
- Джеймс Тейлор[6]

Раннее влияние:
- Нэт Кинг Коул[7]
- Билли Холидей[8]

Неисполнители:
- Клайв Дэвис[9]

Аккомпанирующие музыканты:
- Хэл Блэйн[англ.][10]
- Джеймс Джеймерсон[англ.][11]
- Кинг Кёртис[англ.][12]
- Скотти Мур[13]
- Эрл Палмер[англ.][14]

### Зал славы авторов песен
- Джеймс Браун[15]
- Кёртис Мэйфилд[16]
- Джеймс Тейлор[17]
- Брайан Уилсон[18]
- Гленн Фрай[19]
- Дон Хенли[20]

Награда Джонни Мерсера:
- Джерри Либер и Майк Столлер[21]

Награда Эйба Олмена издателю:
- Джулиан Абербах[англ.][22]

Награда Сэмми Кана за жизненные достижения:
- Нил Даймонд[23]

Награда Хауи Ричмонда создателю хитов:
- Джонни Мэтис[24]

Награда за выдающуюся песню:
- All of Me[англ.][25]
- You Are My Sunshine[26]

### Зал славы кантри
- Чарли Прайд[27]
- Фэрон Янг[28]

## Рейтинги
- Самые известные в России исполнители (2000)

## Появившиеся группы
- Юта
- Total

## Распавшиеся группы
- Warumpi Band
- Сектор Газа

## Выпущенные альбомы
См. также категорию музыкальных альбомов 2000 года.

### Январь
- 18 января — Waiting (Thursday)
- 25 января — Супермен (Найк Борзов)
- 31 января — Deggial (Therion)

### Февраль
- 1 февраля — Classical Mushroom (Infected Mushroom)
- 5 февраля — Точно ртуть алоэ (Мумий Тролль)
- 7 февраля — Incipit Satan (Gorgoroth)
- 7 февраля — Awaking the Centuries (Haggard)
- 17 февраля — The Screen Behind the Mirror (Enigma, релиз в Австралии 7 февраля)
- 19 февраля — Метель августа (ДДТ)
- 20 февраля — Вона (Александр Пономарёв)
- 21 февраля — Янанебібув (Океан Ельзи)
- 25 февраля — Солнцеворот (Алиса)
- 28 февраля — Stiff Upper Lip (AC/DC)
- 29 февраля — Hooray for Boobies (Bloodhound Gang, релиз в США)
- 29 февраля — Two Against Nature (Steely Dan)
- 29 февраля — Флора\Фауна (Танцы Минус)

### Март
- 1 марта — Три источника (Крематорий)

- 7 марта — The Sickness (Disturbed)
- 21 марта — Reinventing the Steel (Pantera)
- 21 марта — Gung Ho (Патти Смит)
- 23 марта — Thrill of the Feel (Sons of Angels)
- 26 марта — Perdition City (Ulver)
- 27 марта — On The Wings Of Inferno (Asphyx)
- 27 марта — Set It Off (Thousand Foot Krutch)
- 28 марта — Infinite (Stratovarius)
- 28 марта — Прости меня моя любовь (Земфира)

### Апрель
- 10 апреля — The Berzerker (The Berzerker)
- 10 апреля — Shake Your Pelvis (Red Elvises)
- 11 апреля — Return Of Saturn (No Doubt)
- 13 апреля — Герои и Злодеи (Король и Шут)
- 17 апреля — Gimme Gimme Gimme (E-Rotic)
- 18 апреля — Good Looking Blues (Laika)
- 24 апреля — Prison of Desire (After Forever)
- 26 апреля — МультFильмы (МультFильмы)
- 29 апреля — ЧелоФилия (Филипп Киркоров)

### Май
- 1 мая — Кто ты? (Децл)

- 2 мая — Don't Give Me Names (Guano Apes)
- 11 мая — Полустаночки (Любэ)
- 16 мая — Binaural (Pearl Jam)
- 16 мая — Oops!… I Did It Again (Бритни Спирс)
- 16 мая — We Are Motörhead (Motörhead)
- 20 мая — Би-2 (Би-2)
- 23 мая — The ConstruKction of Light (King Crimson)
- 23 мая — The Marshall Mathers LP (Eminem)
- 29 мая — Wishmaster (Nightwish)
- 30 мая — Brave New World (Iron Maiden)

### Июнь
- 1 июня — Culture Of Night (Vacuum)
- 5 июня — 2nd Skin (The Bates)
- 5 июня — Moje smutné srdce (Яромир Ногавица)
- 6 июня — Rated R (Queens of the Stone Age)
- 19 июня — Pop Trash (Duran Duran)
- 19 июня — Максисингл № 1. Секрет (Агата Кристи)
- 20 июня — Infernal Battles (Deathspell Omega)
- 20 июня — White Pony (Deftones)

### Июль
- 3 июля — Майн Кайф? (Агата Кристи)

- 10 июля — Parachutes (Coldplay)
- 11 июля — New Tattoo (Mötley Crüe)
- 17 июля — Haven (Dark Tranquillity)
- 17 июля — Minor Earth Major Sky (a-ha)
- 18 июля — Wishmaster (Nightwish)
- 20 июля — Clayman (In Flames)
- 20 июля — Sheffield (Scooter)
- 25 июля — Сны (Чичерина)
- 25 июля — The Savage Poetry (Edguy, переиздание)
- 28 июля — In Vision (Queen, вышел только в Японии)

### Август
- 21 августа — Swamplord (Kalmah)
- 22 августа — The Black Opera – Symphoniae Mysteriorum in Laudem Tenebrarum (Opera IX)
- 22 августа — L.D. 50 (Mudvayne)
- 28 августа — Sing When You're Winning (Робби Уильямс)
- 29 августа — Moment of Glory (Scorpions & Berliner Philharmoniker)

### Сентябрь
- 18 сентября — Solaris (Photek)
- 18 сентября — Music (Мадонна)
- 19 сентября — 14 Diamonds (Stratovarius)
- 19 сентября — Кирпичи тяжелы (Кирпичи, переиздание)
- 25 сентября — Dopethrone (Electric Wizard)
- 25 сентября — Sunrise in Eden (Edenbridge)
- 26 сентября — Bridging the Gap (Black Eyed Peas)
- 26 сентября — Primitive (Soulfly, Roadrunner Records)
- 28 сентября — Cult (Apocalyptica)

### Октябрь
- 2 октября — Kid A (Radiohead)
- 3 октября — Warning: (Green Day)
- 6 октября — Дышу тишиной (Николай Носков)
- 9 октября — Black Market Music (Placebo)
- 10 октября — Statement (Nonpoint)
- 10 октября — Vapor Transmission (Orgy)
- 12 октября — Долгие дни (Жасмин)
- 16 октября — Too (Kingdom Come)
- 17 октября — Chocolate Starfish and the Hot Dog Flavored Water (Limp Bizkit)
- 18 октября — Восставший из ада (Сектор Газа)
- 24 октября — Hybrid Theory (Linkin Park)
- 24 октября — Whoa, Nelly! (Нелли Фуртадо)
- 27 октября — Aghora (Aghora)
- 27 октября — Stilelibero (Эрос Рамаццотти)
- 30 октября — Follow the Reaper (Children of Bodom)
- 30 октября — Midian (Cradle of Filth)
- 30 октября — Preparing for War (Darkthrone)
- 31 октября — Awake (Godsmack)
- 31 октября — Christmas Around the World (Брэдли Джозеф)
- 31 октября — The Perfect Element, Part I (Pain of Salvation)
- 31 октября — Thing to Make and Do (Moloko)

### Ноябрь
- 6 ноября — The Mark, Tom, and Travis Show: The Enema Strikes Back (Blink-182)
- 6 ноября — Halfway Between the Gutter and the Stars (Fatboy Slim)
- 6 ноября — Coast to Coast (Westlife)
- 7 ноября — Ride wit Us or Collide wit Us (Outlawz)
- 7 ноября — Rugrats in Paris: Music from the Motion Picture (саундтрек)
- 10 ноября — Esco di rado e parlo ancora meno (Адриано Челентано)
- 13 ноября — The Platinum Collection (Queen)
- 13 ноября — Дачники (Ленинград)
- 14 ноября — Holy Wood (In the Shadow of the Valley of Death) (Marilyn Manson)
- 14 ноября — Conspiracy of One (The Offspring)
- 18 ноября — Капиталиzм 00 (Кирпичи)
- 21 ноября — A Day Without Rain (Enya)
- 21 ноября — Black & Blue (Backstreet Boys)
- 21 ноября — Too (Kingdom Come)
- 21 ноября — The W (Wu-Tang Clan)
- 28 ноября — Dawn of Victory (Rhapsody)
- Miracle — (S.O.A.P)

### Декабрь
- 4 декабря — Mother Earth (Within Temptation)
- 5 декабря — Renegades (Rage Against the Machine)
- Элизобарра-Торр (В. Бутусов и Deadушки)
- Дёшево и сердито (Ю.Г.)

### Неточная дата
- Alegria (Los Incas)

- The Knowing (Novembers Doom)
- Noutajan valssi (Viikate)
- Маджента (Краденое солнце)
- Почти живой (Flëur)
- Я вернусь (Владимир Асмолов)
- Первая любовь (Натали)
- Который возвращается (Високосный год)
- Куда? (Маша и Медведи)
- Такова Се-ля-ви, или Sex по-русски (Владимир Асмолов)
- Поцелуй меня при всех (Маша Распутина)
- Оптом и в розницу (НАИВ)
- Шоколадный Пушкин (Звуки Му)
- Первый Internet альбом (Валерия)
- Live 2000 (Король и Шут)

## Родились

### Январь
- 1 января — Ice Spice — американская рэп-исполнительница.
- 2 января — Lil Bo Weep (ум. 2022) — австралийская певица, рэп-исполнительница и видеоблогер.
- 5 января
  - Big Baby Tape — российский рэпер и автор песен.
  - Roxen — румынская певица.
- 6 января — Е Шухуа — тайваньская певица и танцовщица, участница группы (G)I-DLE.
- 7 января — Мэру Тасима — японская певица, участница группы HKT48.
- 8 января — Ноа Сайрус — американская певица и актриса.
- 24 января — Ли Гиук — южнокорейский певец, автор песен и продюсер, участник группы Onewe.
- 30 января — Бени — новозеландская певица.

### Февраль
- 1 февраля — Ramil’ — российский певец и автор песен.
- 9 февраля — Тисаки Морито — японская певица, участница групп Country Girls и Morning Musume.
- 13 февраля — polnalyubvi — российская певица.
- 14 февраля — Андреа Коевска — северомакедонская певица.
- 26 февраля — Yeat — американский рэпер.

### Март
- 1 марта — Гречка — российская певица и автор песен.
- 5 марта — Габби Барретт — американская кантри-певица.
- 10 марта — Роко Блажевич — хорватский певец.
- 20 марта — Хван Хёнджин — южнокорейский певец.
- 15 марта — Кристиан Костов — российский и болгарский певец.
- 23 марта — Amee — вьетнамская певица.
- 28 марта — Алейна Тилки — турецкая певица.

### Апрель
- 7 апреля — Big Scarr (ум. 2022) — американский рэпер.
- 9 апреля — Джеки Иванко — американская певица.
- 10 апреля — Surf Mesa — американский диджей и музыкальный продюсер.
- 11 апреля — Карина — южнокорейская певица, рэпер и танцовщица, участница группы Aespa.
- 12 апреля — Мануэль Туризо — колумбийский певец.
- 19 апреля — Диана Астер — российский видеоблогер и певица.
- 27 апреля — Мария Фигероа — испанская певица.
- 28 апреля — Виктория Де Анджелис — итальянский музыкант, основательница и басистка группы Måneskin.

### Май
- 2 мая — Xolidayboy — российский тиктокер и певец.
- 7 мая — Эден Элена — израильская певица.
- 11 мая — Инстасамка — российская рэп-исполнительница и видеоблогер.
- 16 мая — Артур Бабич — украинский тиктокер и певец.
- 20 мая — Роза Линн — армянская певица.
- 26 мая — Хван Йеджи — южнокорейская певица, рэпер и танцовщица, лидер и ведущая вокалистка группы Itzy.
- 28 мая — Friendly Thug 52 Ngg — российский рэпер, участник объединения «52».

### Июнь
- 3 июня — Beabadoobee — британская певица филиппинского происхождения.
- 9 июня — Wellboy — украинский певец и композитор.
- 15 июня — Жереми Макиесе — бельгийский певец и футболист.
- 16 июня — Tay-K — американский рэпер и осуждённый убийца.

### Июль
- 4 июля — Kid Trunks — американский рэпер.
- 5 июля — Фаузия — канадская певица и автор песен марокканского происхождения.
- 9 июля — mxmtoon — американская певица.
- 21 июля — Лиа — южнокорейская певица, участница группы Itzy.
- 22 июля — Grivina — российская певица.

### Август
- 1 августа
  - Ким Чхэвон — южнокорейская певица, участница групп IZ*ONE и Le Sserafim.
  - Lil Loaded (ум. 2021) — американский рэпер и автор песен.
- 9 августа — Arlo Parks — британская певица.
- 13 августа
  - На Джемин — южнокорейский певец, рэпер и актёр, участник группы NCT
  - Tones and I — австралийская певица.
- 17 августа — Lil Pump — американский рэпер.
- 25 августа
  - Винченцо Кантьелло — итальянский певец.
  - Ник Мира — американский музыкальный продюсер и автор песен.
- 27 августа — 9mice — российский рэпер.

### Сентябрь
- 6 сентября — Дэвид Кушнер — американский певец.

### Октябрь
- 6 октября — Эддисон Рей — американская певица, танцовщица и актриса.
- 19 октября — Чон Хиджин — южнорейская певица и танцовщица, участница группы  Loona.
- 21 октября — Imanbek — казахстанский диджей и музыкальный продюсер.
- 22 октября
  - Baby Keem — американский рэпер, автор песен и продюсер.
  - Thrill Pill — российский рэпер.
- 25 октября — Анастасия Дворянская — российская певица и модель.
- 30 октября — Жизель — японская певица, участница группы Aespa.
- 31 октября — Уиллоу Смит — американская актриса и певица.

### Ноябрь
- 8 ноября
  - Жасмин Томпсон — британская певица и автор песен.
  - S10 — нидерландская певица и автор песен.
- 12 ноября — Виктория Оганнисян — российская певица.
- 13 ноября — 24kGoldn — американский рэпер и певец.
- 14 ноября
  - Некоглай — молдавский стример и рэпер.
  - Пак Чонхён — южнокорейская певица и рэпер, участница группы Pristin.
- 20 ноября — Конни Талбот — британская певица.
- 30 ноября — Рафал Тшесневский — польский музыкант.

### Декабрь
- 5 декабря — Чхве Су Бин — южнокорейский певец, автор песен, рэпер и танцор, лидер группы TXT.
- 29 декабря — Элиот Вассамийе — бельгийский певец.

### Без точной даты
- София Кили — британская актриса и певица.
- Тармо Пелтокоски — финский дирижёр и пианист.
- Пенелопа Скотт — американская певица, музыкант, автор песен и продюсер.

## Скончались

### Январь
- 1 января — Пётр Горбунов (75) — советский и российский дирижёр и музыкальный педагог
- 4 января
  - Фатьма Мехралиева (73) — советская и азербайджанская певица и актриса
  - Константин Мясков (78) — советский и украинский композитор
- 5 января — Вера Дулова (90) — советская и российская арфистка и музыкальный педагог
- 7 января — Махмуд Эсамбаев (75) — советский и российский чеченский артист балета, эстрадный танцовщик, хореограф, балетмейстер и актёр
- 8 января — Рахиля Мифтахова (59) — советская и российская оперная певица (сопрано) и музыкальный педагог
- 11 января — Николай Назаров (91) — советский и российский военный дирижёр
- 12 января — Евгений Глебов (70) — советский и белорусский композитор, дирижёр и музыкальный педагог
- 15 января
  - Джером Брайнин (83) — американский джазовый пианист, композитор и аранжировщик
  - Тадеуш Вроньский (84/85) — польский скрипач, музыковед и музыкальный педагог
- 16 января
  - Даб Джонс[англ.] (71) — американский певец, вокалист группы The Coasters
  - Джин Харрис (66) — американский джазовый пианист
- 18 января — Виктор Иконник (70) — советский и украинский хоровой дирижёр и музыкальный педагог
- 19 января — Ирра Петина (91) — американская певица оперы и оперетты (контральто) русского происхождения
- 20 января — Изабелла Юрьева (100) — советская и российская эстрадная певица
- 21 января — Сулейман Алескеров (75) — советский и азербайджанский композитор, дирижёр и музыкальный педагог
- 22 января — Григорий Грицюк (44) — советский и украинский оперный певец (баритон)
- 23 января — Станислав Хеллер (75) — немецкий клавесинист и музыкальный педагог чешского происхождения
- 25 января — Симеон Пиронков (72) — болгарский композитор
- 27 января — Фридрих Гульда (69) — австрийский пианист, композитор и музыкальный педагог
- 29 января — Николай Ковмир (52) — советский и российский артист балета и балетный педагог
- 31 января — Владимир Тихонов (64) — советский и российский артист балета

### Февраль
- 2 февраля — Тодор Попов (79) — болгарский композитор, дирижёр и музыкальный педагог
- 3 февраля — Алла Ракха (80) — индийский музыкант, мастер игры на табла
- 4 февраля — Дорис Коули[англ.] (58) — американская певица, вокалистка группы The Shirelles
- 7 февраля
  - Дейв Певеретт (56) — британский певец и музыкант, вокалист и гитарист группы Foghat
  - Big Pun (28) — американский рэпер, участник группы Terror Squad
- 12 февраля
  - Йост Раба (99) — немецкий скрипач
  - Скримин Джей Хокинс (70) — американский певец, музыкант и автор песен
- 14 февраля — Георгий Лапчинский (79) — советский и российский музыковед и музыкальный педагог
- 17 февраля — Николай Чайкин (85) — советский и российский композитор и музыкальный педагог
- 19 февраля — Марин Големинов (91) — болгарский композитор, дирижёр, скрипач, музыковед и музыкальный педагог
- 21 февраля — Ольга Левашёва (87) — советский и российский музыковед и педагог
- 23 февраля — Офра Хаза (42) — израильская певица и актриса
- 25 февраля — Борис Зайцев (74) — советский и украинский певец
- 26 февраля — Анджей Хиольский (78) — польский оперный певец (лирический баритон) и музыкальный педагог

### Март
- 2 марта — Коррадо Роллеро (30) — итальянский пианист
- 5 марта — Лоло Феррари (37) — французская танцовщица, порноактриса, фотомодель и певица
- 8 марта
  - Иван Суржиков (71) — советский и российский певец
  - Илья Шпильберг (90) — советский и российский скрипач
- 9 марта — Иво Робич (77) — югославский и хорватский композитор, певец и поэт
- 13 марта — Луиза Восгерчян (77) — американская пианистка и музыкальный педагог
- 19 марта — Ли Хуаньчжи (81) — китайский композитор, дирижёр и музыкальный педагог
- 20 марта — Адольф Скулте (90) — советский и латвийский композитор и музыкальный педагог
- 23 марта — Иоаким Шароев (69) — советский и российский театральный, оперный и кинорежиссёр и педагог
- 24 марта
  - Эл Грей (74) — американский джазовый тромбонист
  - Юрий Малинин (60) — советский и украинский певец
- 27 марта — Иэн Дьюри (57) — британский певец, музыкант и автор песен
- 28 марта — Карп Домбаев (90) — советский и армянский скрипач и музыкальный педагог
- 29 марта — Анна Соколов (90) — американская танцовщица, хореограф и музыкальный педагог
- 30 марта — Анатолий Шекера (64) — советский и украинский артист балета и балетмейстер

### Апрель
- 4 апреля — Раймондас Катилюс (53) — советский и литовский скрипач и музыкальный педагог
- 8 апреля — Вадим Червов (69) — советский и украинский виолончелист и музыкальный педагог
- 11 апреля — Диана Дарви (54) — британская певица, актриса и танцовщица
- 12 апреля — Николай Огренич (62) — советский и украинский оперный певец (тенор) и музыкальный педагог
- 14 апреля — Борис Львов-Анохин (73) — советский и российский театральный режиссёр, театровед и балетовед
- 17 апреля — Николай Пузей (84) — советский и российский композитор
- 19 апреля — Луис Эпплбаум (82) — канадский композитор, дирижёр и музыкальный администратор
- 23 апреля — Александр Косорунин (38) — российский барабанщик
- 25 апреля — Нильс Вигго Бентсон (80) — датский композитор, пианист, органист и музыкальный педагог
- 26 апреля — Леонид Белый (44) — советский и российский певец, музыкант и автор песен, вокалист ВИА «Надежда»
- 30 апреля — Маржори Ноэль (54) — французская певица

### Май
- 4 мая — Павел Ядых (77) — советский и российский дирижёр
- 5 мая
  - Эрнст Грёшель (81) — немецкий пианист, скрипач, трубач и музыкальный педагог
  - Виталий Губаренко (65) — советский и украинский композитор и музыкальный педагог
- 12 мая — Нина Пантелеева (76) — советская и российская певица
- 13 мая — Оливье Грейф (50) — французский композитор и пианист
- 17 мая — Эллис Кос (84) — американский композитор
- 20 мая
  - Матвей Лобанов (72) — советский и российский оперный певец (бас)
  - Жан Пьер Рампаль (78) — французский флейтист
- 23 мая — Фёдор Васильев (79) — советский и российский композитор и музыкальный педагог
- 25 мая — Раушангуль Илахунова (77) — советская и казахская актриса и певица
- 28 мая — Игорь Билозир (45) — советский и украинский певец и автор песен
- 30 мая
  - Талат Бакиханов (72) — советский и азербайджанский музыкант, исполнитель мугама
  - Текс Бенеке (86) — американский джазовый певец, саксофонист и бэнд-лидер
- 31 мая — Тито Пуэнте (77) — американский музыкант, композитор и аранжировщик

### Июнь
- 1 июня
  - Ральф Джонс[англ.] (79) — американский музыкант, барабанщик группы Bill Haley & His Comets
  - Марина Сабинина (82) — советский и российский музыковед, музыкальный критик и журналист
- 2 июня — Лепо Сумера (50) — советский и эстонский композитор
- 11 июня — Рут Рубин (93) — американская поэтесса, певица, музыковед и фольклорист
- 12 июня
  - Пурушоттам Лаксман Дешпанде (80) — индийский писатель, музыкант, композитор и актёр
  - Бруно Мартино (74) — итальянский джазовый композитор, певец и пианист
  - Алексей «Грюндик» Перминов (24) — российский рэп-исполнитель, диджей и автор песен, участник группы «Рабы Лампы»
- 17 июня — Виктор Ходяшев (82) — советский и российский композитор, дирижёр и музыкальный педагог
- 21 июня — Алан Хованесс (89) — американский композитор, пианист, органист, дирижёр и музыкальный педагог
- 23 июня — Борис Хохлов (68) — советский и российский артист балета и балетный педагог
- 24 июня — Моника Дрёйтс (67) — бельгийская пианистка
- 28 июня — Надежда Казанцева (89) — советская и российская певица
- 29 июня — Дюша Романов (43) — советский и российский рок-музыкант, участник группы «Аквариум»

### Июль
- 1 июля — Пьер Пети (78) — французский композитор, музыкальный педагог и музыкальный критик
- 4 июля
  - Юрий Клинских (35) — советский и российский рок-музыкант, певец и автор песен, основатель и лидер группы «Сектор Газа»
  - Харалдс Меднис (93) — советский и латвийский хоровой дирижёр
- 5 июля — Сергей Павлюченко (97) — советский и российский музыковед, композитор и музыкальный педагог
- 6 июля
  - Людовит Райтер (93) — чехословацкий и словацкий дирижёр и композитор
  - Владислав Шпильман (88) — польский пианист и композитор
- 15 июля
  - Генрих Вагнер (78) — советский и белорусский композитор и музыкальный педагог
  - Луи Килико (75) — канадский оперный певец (баритон) и музыкальный педагог
- 17 июля — Джин Суэйн (76) — американская певица
- 21 июля — Станойло Раичич (89) — югославский и сербский композитор и музыкальный педагог
- 25 июля
  - Ильяс Бахшиш (87) — советский и украинский композитор
  - Казимеж Флатау (90) — польский клавесинист
- 30 июля — Ханс Шторк (88) — немецкий дирижёр

### Август
- 5 августа — Эмин Хачатурян (70) — советский и армянский дирижёр, композитор и музыкальный педагог
- 10 августа — Юхан Камиц (38) — шведский режиссёр и клипмейкер
- 11 августа
  - Ашир Кулиев (81) — советский и туркменский композитор, дирижёр и музыкальный педагог
  - Жан Папино-Кутюр (83) — канадский композитор и музыкальный педагог
- 17 августа — Франко Донатони (73) — итальянский композитор и музыкальный педагог
- 23 августа — Никита Зайцев (44) — советский и российский рок-музыкант, гитарист и скрипач группы «ДДТ»
- 24 августа
  - Ренато Дионизи (90) — итальянский композитор и музыкальный педагог
  - Татьяна Рябушинская (83) — французская и американская балерина и балетный педагог русского происхождения
- 25 августа — Джек Ницше (63) — американский кинокомпозитор, аранжировщик и музыкальный продюсер
- 27 августа — Эдуард Смольный (66) — советский и российский конферансье и режиссёр-постановщик
- 31 августа — Нодар Габуния (67) — советский и грузинский композитор и пианист

### Сентябрь
- 1 сентября — Игорь Цветков (65) — советский и российский композитор
- 3 сентября — Реберт Харрис[англ.] (84) — американский певец, вокалист группы The Soul Stirrers
- 4 сентября — Дэвид Браун[англ.] (53) — американский музыкант, басист группы Santana
- 6 сентября
  - Раиса Галимуллина (69) — советская и российская оперная певица (лирико-колоратурное сопрано) и музыкальный педагог
  - Нина Рамишвили (90) — советская и грузинская артистка балета, балетмейстер и хореограф
- 7 сентября — Иван Яшкевич (77) — советский и украинский композитор, баянист и музыкальный педагог
- 9 сентября — Джулиус Шульман (84) — американский скрипач
- 12 сентября
  - Севиль Гаджиева (31) — азербайджанская певица
  - Стэнли Тёррентайн (66) — американский джазовый тенор-саксофонист
- 14 сентября — Николай Капишников (81) — советский и российский педагог, организатор и руководитель школьного оркестра русских народных инструментов в посёлке Мундыбаш
- 18 сентября — Борис Гиенко (83) — советский и узбекский композитор и музыкальный педагог
- 25 сентября — Томас Рандл Рейли (81) — британский исполнитель на губной гармонике
- 27 сентября — Нина Беликова (86) — советская и российская балерина и балетный педагог

### Октябрь
- 3 октября — Бенджамин Орр (53) — американский рок-музыкант, основатель, вокалист и басист группы The Cars
- 4 октября
  - Алексей Кандинский (82) — советский и российский музыковед и преподаватель
  - Тофик Кулиев (82) — советский и азербайджанский композитор, пианист и дирижёр
  - Петер Шоймош (89) — венгерский пианист и музыкальный педагог
- 6 октября — Куко Санчес (79) — мексиканский певец, композитор и актёр
- 9 октября — Лев Мазель (93) — советский и российский музыковед и музыкальный педагог
- 10 октября — Ференц Фаркаш (94) — венгерский композитор и музыкальный педагог
- 16 октября — Дэвид Голуб (50) — американский пианист и дирижёр
- 17 октября — Йохим Нильсен (36) — норвежский рок-музыкант и поэт
- 18 октября
  - Гвен Вердон (75) — американская актриса и танцовщица
  - Джули Лондон (74) — американская джазовая певица и актриса
- 23 октября — Мартин Рих (95) — американский дирижёр, пианист и музыкальный педагог немецкого происхождения
- 25 октября — Ашуг Кямандар (68) — советский и азербайджанский ашуг
- 26 октября — Лайла Киннунен (60) — финская певица
- 27 октября
  - Вальтер Берри (71) — австрийский оперный певец (бас-баритон)
  - Марина Казинец-Шах-Азизова (93) — советская и российская балерина и балетный педагог
- 28 октября — Эдит Питерс (74) — американская джазовая певица
- 29 октября — Карлос Гуаставино (88) — аргентинский композитор и пианист
- 30 октября — Алексей Иконников (95) — советский и российский музыковед

### Ноябрь
- 2 ноября
  - Анисим Асламас (75) — советский и российский композитор
  - Теофил Бикис (48) — советский и латвийский пианист и музыкальный педагог
- 5 ноября
  - Джимми Дэвис (101) — американский кантри-певец
  - Авак Петросян (88) — советский и армянский оперный и камерный певец (лирико-драматический тенор)
- 6 ноября — Лора Шпёрри (90) — швейцарская скрипачка
- 9 ноября — Тиёносукэ Адзума (74) — японский актёр, танцор и педагог
- 12 ноября — Франк Пурсель (87) — французский композитор и аранжировщик
- 14 ноября — Вальтер Кнапе (94) — немецкий музыковед, хоровой дирижёр и композитор
- 16 ноября — Ахмет Кая (43) — турецкий поэт, музыкант и автор песен
- 18 ноября
  - Жавдет Айдаров (81) — советский и российский дирижёр, хормейстер и музыкальный педагог
  - Эмин Сабитоглу (63) — советский и азербайджанский композитор
- 21 ноября — Макс Герд Шёнфельдер (64) — немецкий музыковед и музыкальный администратор
- 23 ноября — Алёша Ромпе (53) — немецкий и швейцарский певец и музыкант, вокалист группы Feeling B
- 27 ноября
  - Мадина Ералиева (46) — советская и казахская певица
  - Елена Черней (76) — румынская оперная певица (меццо-сопрано)
- 28 ноября — Лиана Хайд (105) — австрийская актриса и певица
- 29 ноября — Андрей Чистяков (51) — советский и российский дирижёр
- 30 ноября — Янис Калниньш (96) — латвийский и канадский дирижёр, композитор и органист

### Декабрь
- 9 декабря — Марина Кошиц (88) — американская оперная певица (меццо-сопрано) и актриса русского происхождения
- 12 декабря — Либертад Ламарке (92) — аргентинская актриса и певица
- 15 декабря — Фроим Вышкауцан (85) — советский и молдавский скрипач, дирижёр и музыкальный педагог
- 19 декабря — Попс Стэплс (85) — американский музыкант и автор песен, вокалист и гитарист группы The Staple Singers
- 23 декабря — Виктор Борге (91) — датский и американский пианист, дирижёр и комик
- 24 декабря — Ник Масси (73) — американский певец и автор песен, вокалист и басист группы The Four Seasons
- 25 декабря — Аскольд Макаров (75) — советский и российский артист балета, балетмейстер, балетный педагог и публицист
- 26 декабря — Пётр «Magik» Лущ (22) — польский рэпер, участник групп Kaliber 44 и Paktofonika
- 27 декабря — Сергей Дижур (76) — советский и российский органист, клавесинист и музыкальный педагог
- 29 декабря — Борис Яровинский (78) — советский и украинский композитор и дирижёр
- 30 декабря — Агния Лазовская (93) — советская и российская оперная певица (сопрано)
- 31 декабря — Танакиль Леклер (71) — американская балерина и балетный педагог французского происхождения

### Без точной даты
- Леонид Буданов (53/54) — советский и российский трубач и музыкальный педагог, основатель и руководитель ансамбля «Карелия-Брасс»
- Александр Вайсфельд (80/81) — советский и украинский скрипач и музыкальный педагог
- Вера Дубровина (82/83) — советская и российская балерина и балетный педагог
- Нина Куклина-Врана (84/85) — советская и казахская оперная певица (лирико-колоратурное сопрано) и музыкальный педагог
- Бениамин Мордкович (93/94) — советский и украинский скрипач и музыкальный педагог
- Мария Луиза Приолли (84/85) — бразильский музыкальный педагог и композитор
- Юрий Славнитский (74/75) — советский и российский музыкант, хоровой дирижёр и музыкальный педагог
- Давид Усманов (?) — советский и российский поэт-песенник
- Александр Царман (91/92) — советский и российский артист балета, балетный педагог и режиссёр